# Víznar
Víznar est une commune de la province de Grenade dans la communauté autonome d'Andalousie en Espagne, célèbre pour étant l'un des hauts lieux de mémoire de la Guerre d'Espagne.

## Géographie
Elle se situe sur les contreforts de la montagne de Huétor, à proximité de Grenade (environ sept kilomètres).

## Histoire
Víznar est connue dans l'histoire du XXe siècle pour être la commune dans laquelle que le poète espagnol Federico García Lorca est mort assassiné le 19 août 1936 par les milices franquistes, avec le professeur Dióscoro Galindo González et les bandelilleros Joaquín Arcollas Cabezas et Francisco Galadí Melgar, durant la guerre d'Espagne.
En octobre 1936, Agustina González López, écrivaine, intellectuelle, peintre et femme politique, y a été également fusillée plus tard par les nationalistes. 